# The KKK Took My Baby Away

The KKK Took My Baby Away är en låt av Ramones. Den finns på The Ramones album Pleasant Dreams från 1981.
Enligt en populär myt ska Joey Ramone ha skrivit den efter att han flickvän Linda Cummings hade lämnat honom för bandets gitarrist, Johnny Ramone. Referensen till KKK ska ha syftat på Johnnys konservativa politiska åsikter. Fejden följde bandmedlemmarna i graven.